# Proales commutata
Proales commutata är en hjuldjursart som beskrevs av Althaus 1957. Proales commutata ingår i släktet Proales och familjen Proalidae. Inga underarter finns listade i Catalogue of Life.